# ケフェウス座W星
ケフェウス座W星（ケフェウスざWせい）は、ケフェウス座の脈動変光星である。

## 物理的性質
350日の周期で7.02等から8.5等の間を変光する半規則型変光星である。スペクトル型は変光に伴いK0Iaep-M2Iaepの間を変化する。スペクトル型より赤色超巨星に分類される。半規則型変光星におけるこの星の細分類は赤色超巨星が分類されるSRC型である。
この星は連星でもあり、スペクトル型がB0ないしB1の青白く輝く伴星を持つ。

## 名称
学名はW Cepehi（略称：W Cep）。固有名はない。